# Cepeda
Cepeda (Cepea no dialeto local) é um município da Espanha na província de Salamanca (província), comunidade autónoma de Castela e Leão. Tem 10,73 km² de área e em 2021 tinha 293 habitantes (densidade: 27,3 hab./km²).

## Demografia
| Variação demográfica do município entre 1991 e 2019 | Variação demográfica do município entre 1991 e 2019 | Variação demográfica do município entre 1991 e 2019 | Variação demográfica do município entre 1991 e 2019 | Variação demográfica do município entre 1991 e 2019 |
| --------------------------------------------------- | --------------------------------------------------- | --------------------------------------------------- | --------------------------------------------------- | --------------------------------------------------- |
| 1991                                                | 1996                                                | 2001                                                | 2004                                                | 2019                                                |
| 598                                                 | 554                                                 | 494                                                 | 478                                                 | 311                                                 |